# Mauro (abate)
Mauro (Roma, 512 circa – Angers, 584 circa) è stato un abate italiano dell'Ordine benedettino, il principale discepolo di san Benedetto da Norcia assieme a san Placido. È venerato come santo dalla Chiesa cattolica.

## Biografia
Non si hanno notizie precise della sua vita ad eccezione di quanto racconta papa Gregorio Magno in uno dei suoi Dialoghi. Si sa che visse come discepolo di san Benedetto da Norcia e presumibilmente, quando questi lasciò Subiaco per Montecassino, gli succedette come abate. A lui sono attribuite gesta prodigiose: camminare sulle acque, vedere e scacciare i demoni.

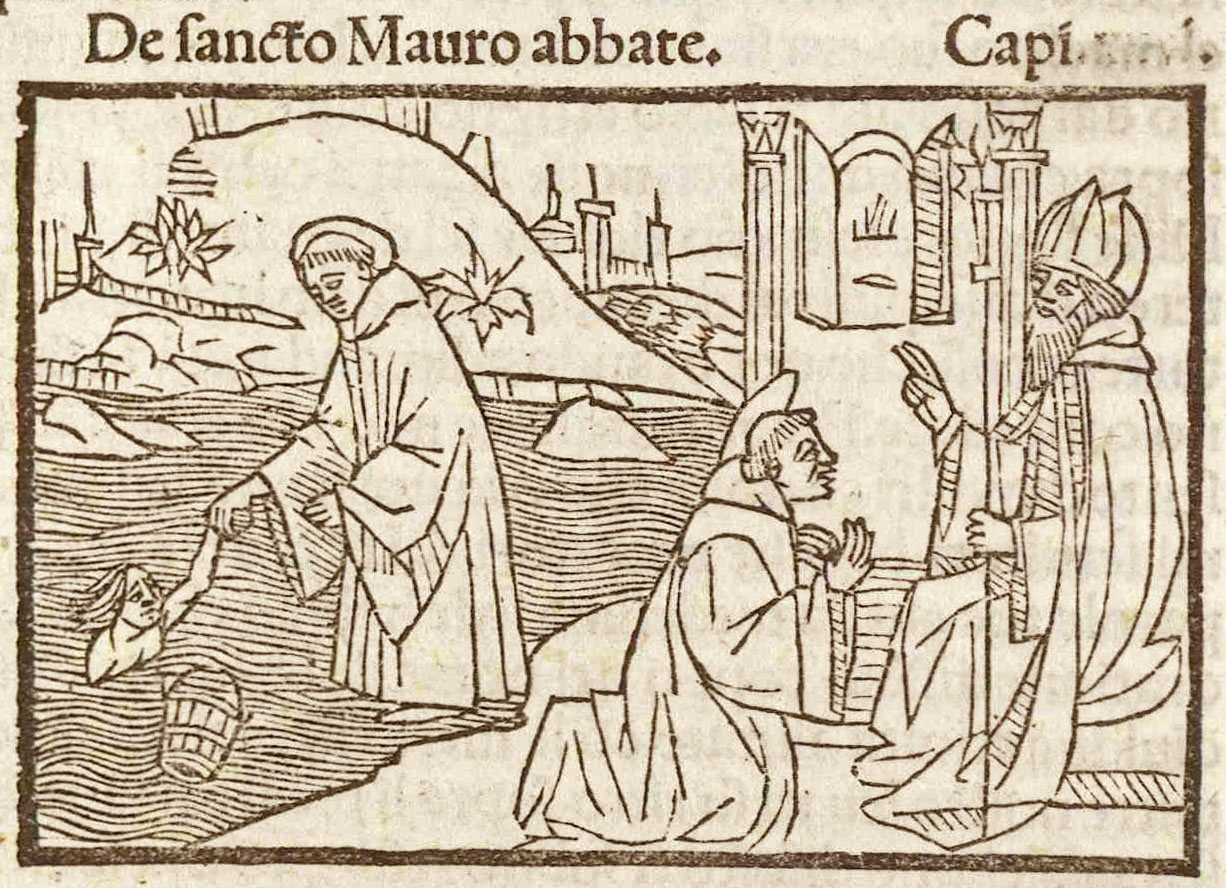
Mauro nella Legenda Aurea (1497)

L'episodio più noto, riportato anche dalla Legenda Aurea di Jacopo da Varagine, racconta che quando il monaco Placido cadde in un lago vicino al monastero, Benedetto, avendo visto ciò che stava accadendo, in una visione esortò Mauro a correre in aiuto del giovane compagno, ed egli lo salvò camminando sulle acque.
Alcune fonti ne attestano anche la presenza in Alatri presso il Protocenobio di San Sebastiano.
Secondo un'altra tradizione diffusa nel IX secolo, Mauro fondò a Glanfeuil, in Francia, un monastero dove portò la Regola benedettina; per questo i religiosi della congregazione benedettina francese, sorta nel 1618, presero il nome di Maurini.
Secondo la tradizione, fu quindi inviato in Francia nell'anno 543 a fondare monasteri. Governò molti anni il convento da lui stesso fondato e nel 582 si ritirò in clausura, dove morì due anni dopo.
Una Vita sancti Mauri appare alla fine del IX secolo, ad opera del monaco Oddone abate del monastero di Glanfeuil; Oddone sostiene che la sua storia è un rifacimento e ammodernamento di una precedente biografia scritta da un monaco di nome Fausto, discepolo di san Benedetto e contemporaneo di Mauro. Secondo questa relazione, il vescovo di Le Mans, nella Francia occidentale, inviò una delegazione che chiedeva che un gruppo di monaci lasciasse l'Abbazia di Monte Cassino, per stabilire in Francia la vita monastica secondo la regola di San Benedetto. La vita di San Mauro racconta il viaggio del santo e dei suoi compagni dall'Italia alla Francia, fra avventure e miracoli. Racconta come la personalità di San Mauro si trasformò da obbediente discepolo di San Benedetto a lavoratore impegnato.
San Mauro fondò così l'Abbazia di Glanfeuil quale primo monastero benedettino in Francia. Questa abbazia si trova sulla riva sud del fiume Loira, a est di Angers. La navata centrale della sua Chiesa, del XIII secolo, e alcuni vigneti rimangono conservati fino ad oggi (secondo la tradizione, il vino Chenin fu coltivato per la prima volta in questo monastero). Dell'antico monastero rimane solamente una parete con una croce, conosciuta come la Croce di San Mauro.

## Culto

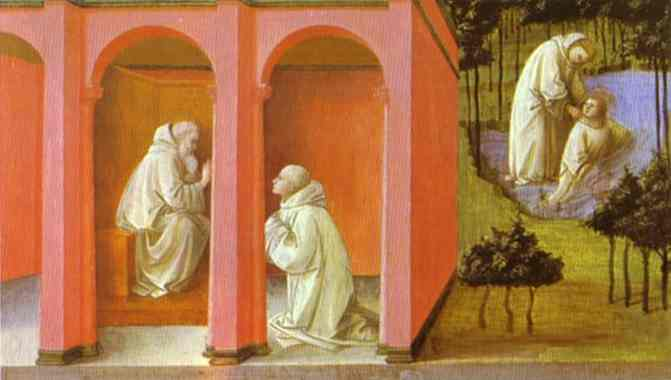
San Benedetto ordina a San Mauro di salvare san Placido, dipinto di Filippo Lippi

Viene invocato per guarire da ogni sorta di malattie e in tutte le situazioni di difficoltà e di pericolo.
Nel calendario liturgico la sua memoria cade il 15 gennaio, ma nelle località di cui è patrono i festeggiamenti in suo onore hanno luogo anche in date diverse.
(Martirologio Romano)
È venerato come patrono in diverse località italiane, in particolare nei seguenti comuni:
- Acicastello (CT)
- Bruntino - frazione di Villa d'Almé (BG) dove sorge un antico santuario in suo nome
- Buscate (MI)
- Canterano (RM) compatrono
- Casoria (NA)
- Castelnuovo Parano (FR)
- Copreno - frazione di Lentate sul Seveso (MB) compatrono con sant'Alessandro
- Gerenzago (PV) compatrono con santa Pudenziana
- Gessate (MI)
- Marzano (PV)
- Mathi (TO)
- Monacella (CT)
- Rittana (CN)
- San Benedetto Po (MN), compatrono con san Benedetto e san Simeone d'Armenia.
- San Mauro Castelverde (PA)
- San Mauro Forte (MT)
- San Mauro La Bruca (SA) compatrono con Santa Eufemia
- San Mauro Torinese (TO) patrono festeggiato il 19 settembre
- San Morello - frazione di Scala Coeli (CS)
- San Paolo d'Argon (BG)
- Sarnico (BG) compatrono con San Martino
- Viagrande (CT) patrono e protettore.

Inoltre il culto è fortemente sentito in queste altre località: 
- ad Arielli (CH) compatrono, dove viene festeggiato, con grande partecipazione di popolo, l'ultima domenica del mese di maggio, mentre il sabato precedente viene ripetuta la processione del "Perdono" di San Mauro intorno al perimetro esterno del santuario della Madonna delle Grazie che accoglie la statua del Santo.
- a Bomba (CH), dove viene festeggiato l'ultima domenica del mese di maggio, esiste il Santuario di San Mauro Abate.
- a Castelmenardo frazione del comune di Borgorose, sul monte San Mauro, si trova una chiesetta a lui intitolata, eretta sui resti di un antico insediamento monastico benedettino. La devozione nei confronti del santo, festeggiato il primo di maggio, è anche qui molto sentita.
- a Costozza, frazione di Longare (VI), due edifici religiosi sono a lui dedicati: l'antica Pieve di San Mauro abate (riedificata verso all'inizio del settecento) e una nuova chiesa parrocchiale ultimata nel 1925.
- a Ripa Teatina (CH) viene festeggiato la quarta domenica di maggio con una grande festa e la tradizionale Fiera di San Mauro.
- a Viagrande (CT) lo si celebra 14/15/16/22 gennaio di ogni anno mentre la prima domenica di settembre ricorre la festa del patrocinio.

Alla fine del Medioevo, il culto di San Mauro, spesso legato a quello di San Placido, si diffuse nei monasteri benedettini di tutta Europa.
Nel diciottesimo secolo, il culto di San Mauro in Francia si concentrò all'Abbazia di Saint-Germain-des-Prés, che rimase un centro religioso popolare fino a quando le reliquie furono disperse dalla folla parigina durante la rivoluzione francese.
San Mauro è venerato dalle congregazioni benedettine del nostro tempo. Il suo nome è ancora adottato nell'ordine, e sono consacrati monasteri al suo patrocinio.

## Iconografia
Nelle arti, San Mauro abate è stato spesso raffigurato come un giovane allevato da un monaco, mentre indossa una croce monastica o una pala (forse allusione al Monastero benedettino di Saint-Maur-des-Fossés).
Un altro attributo del santo nell'arte è la stampella, in riferimento al fatto che è patrono degli storpi.
San Mauro è invocato contro reumatismi, epilessia e gotta.
Si trova raffigurato con una bilancia, come quella che San Benedetto gli donò per pesare il cibo.

I monaci di Saint-Maur-des-Fosses esibirono questo strumento per tutto il Medioevo.